# Gordon Brown
James Gordon Brown (Glasgow, Escocia, 20 de febrero de 1951) es un político británico, miembro del Partido Laborista. Fue primer ministro del Reino Unido entre 2007 y 2010. 
Brown había sido con anterioridad Chancellor of the Exchequer (cargo equivalente al de ministro de Hacienda) del Reino Unido durante los gobiernos de Tony Blair (1997-2007). Ya desde 1983 había sido miembro del Parlamento Británico por la circunscripción de Kirkcaldy y Cowdenbeath.
Brown fue elegido líder del Partido Laborista el 24 de junio de 2007 y después fue nombrado primer ministro del Reino Unido el 27 de junio tras la dimisión de Tony Blair. Dimitió como líder laborista el 10 de mayo de 2010, después de perder las elecciones generales, para facilitar un pacto de Gobierno entre su partido y el de los liberaldemócratas, liderado por Nick Clegg. Un día después, presentó su dimisión como primer ministro.

## Biografía
Nació en la ciudad escocesa de Glasgow y asistió a la Kirkcaldy High School. De joven, en un accidente de rugby, quedó ciego de un ojo por desprendimiento de retina. En 1967 comenzó a estudiar Historia en la Universidad de Edimburgo, donde inició su vida política como presidente del club laborista e hizo su doctorado. Ya antes de entrar al Parlamento Británico, alcanzó la notoriedad como rector de la Universidad de Edimburgo —cargo que ocupó hasta 1975—, como presidente del tribunal universitario (aun siendo estudiante) y como editor del "Red Paper on Scotland". Brown dictó clases en diversas universidades escocesas antes de trabajar como periodista en la televisión de Escocia hasta 1983, cuando pasó a dedicarse de lleno a la política, al ingresar como diputado a la Cámara de los Comunes del Parlamento Británico.
En 1986 publicó una biografía sobre el político laborista James Maxton.
En 2002 falleció su primera hija, Jennifer Jane, a los once días de nacer. Gordon Brown y su esposa Sarah Jane Brown tienen dos hijos, John Macaulay y James Fraser. James Fraser, nacido en julio de 2006, sufre de fibrosis quística.
Tras su carrera política, se incorporó a la firma de inversión Pimco como asesor.

## Miembro del Parlamento y ministro
Su ascenso dentro del laborismo también fue vertiginoso, llegando a ser portavoz de la oposición sobre Comercio e Industria (1989-92) y Hacienda (1992-97).
En 1994, después de la muerte del líder laborista John Smith, Brown se menciona como candidato potencial para convertirse en líder del partido. Según la prensa británica, Brown y Tony Blair hicieron un acuerdo en que Blair fuera líder, y Brown tuviera control total sobre la política económica del partido.
Como ministro de Hacienda, Gordon Brown ha sido aplaudido por garantizar el fuerte desempeño económico del Reino Unido. Bajo su supervisión, el país ha tenido el más largo período ininterrumpido de crecimiento económico de los últimos dos siglos, a pesar de grandes obstáculos a nivel global, como la crisis financiera asiática, el estallido de la "burbuja punto com" y los atentados del 11 de septiembre de 2001 en Estados Unidos.
En medio del caos mundial, la economía británica se ha caracterizado por una muy baja inflación —como promedio 2,5 % anual desde que Brown llegó al cargo— y por los más bajos niveles de desempleo desde mediados de los años 1970.

## Candidatura a primer ministro británico

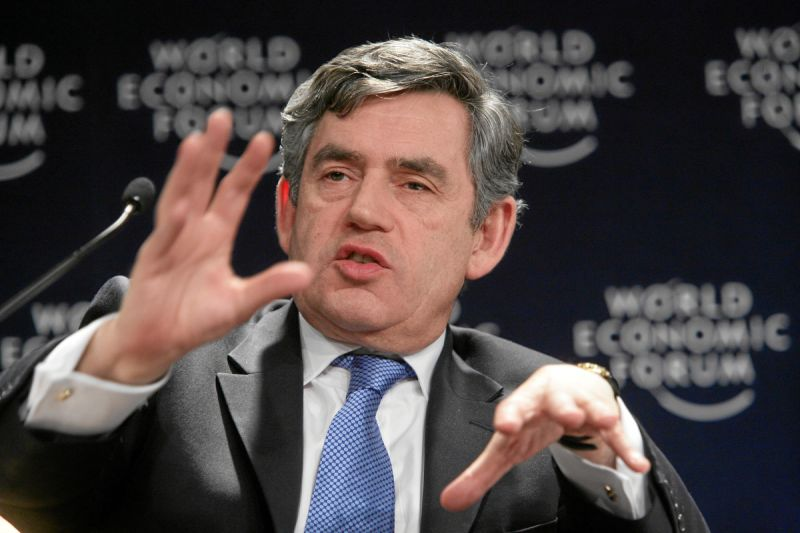
Gordon Brown en Davos en 2007

Gordon Brown anunció oficialmente en mayo de 2007 su candidatura para suceder a Tony Blair como líder del Partido Laborista y primer ministro del Reino Unido. Hizo pública su intención poco después de que el propio Blair le diera su apoyo explícito para reemplazarlo al frente del Gobierno.
Blair anunció el día anterior que en junio presentaría su dimisión a  Isabel II. Brown parte como el gran favorito para reemplazar al jefe del Gobierno. La última fecha para las nominaciones fue el 16 de mayo, con Brown teniendo 308 respaldos de los 353 miembros del consejo del Partido Laborista, mientras que su más cercano rival John McDonnell, tan sólo se hizo con 28, muy lejos de los 45 requeridos para la nominación a jefatura del partido.
El 24 de junio de 2007, en Mánchester, Tony Blair entregó la jefatura a Brown; tres días antes de convertirse en primer ministro del Reino Unido de Gran Bretaña e Irlanda del Norte.

## Primer ministro del Reino Unido de Gran Bretaña e Irlanda del Norte (2007-2010)
Fue nombrado primer ministro por la reina Isabel II el 27 de junio de 2007.

### Guerra de Irak

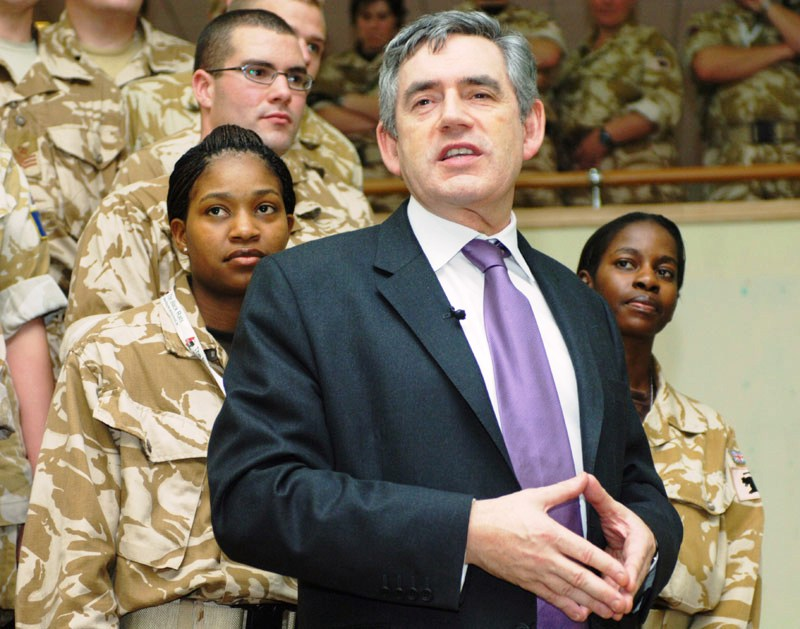
Gordon Brown en una visita a las tropas británicas en Irak

En 2009, Brown retiró la mitad de las tropas estacionadas en Irak. Según se informó, la retirada de los 3700 soldados que estuvieron en Basora, en el sur de Irak. Brown, explicó dos etapas en el traspaso de poder en Basora: en la primera, las fuerzas británicas se concentrarían en el entrenamiento del ejército iraquí y la vigilancia de la permeable frontera con Irán; la segunda estará limitada a tareas de asesoramiento. Además Brown se mostró favorable a la guerra de Irak, en su comparecencia dijo que la decisión de participar en la intervención se tomó por las razones correctas.

### Brown y la crisis económica
El primer ministro del Reino Unido, Gordon Brown, anunció que los líderes de las 20 mayores economías reunidos en Londres llegaron a un acuerdo para aliviar la crisis financiera internacional con medidas como la creación de un fondo de US$1 billón para asistir a naciones en dificultades.
En su discurso de cierre de la cumbre del G-20, Brown dijo que se llegó a un consenso para un "plan de recuperación y reforma global" con el fin de evitar que se repita una crisis como la actual.
Asimismo, afirmó que el secreto bancario debe llegar a su fin y que se tomarán medidas contra los paraísos fiscales que no cumplan con los nuevos estándares de transparencia. Además también expresó "Se terminó el viejo Consenso de Washington", en referencia al pensamiento económico que aseguró, durante décadas, que el mercado solucionaría sus correcciones por sí mismo, sin necesidad de intervención estatal.
Según Brown se trataba del mayor paquete de estímulo económico global "que el mundo jamás ha visto" con una inyección total de US$5 billones para el final del año 2010. "Hemos logrado un nuevo consenso de que haremos lo necesario para restablecer el crecimiento y el empleo, y evitar que una crisis de este tipo se repita nuevamente", dijo Brown.
| Predecesor: Tony Blair | Primer ministro del Reino Unido 2007-2010 | Sucesor: David Cameron |